# Sommerfugleblomst
Slægten Gillenia er udbredt i Nordamerika. Det er buskagtige stauder med let og opret vækst. Her nævnes kun den ene art, som dyrkes i Danmark.
| Arter |

- Gillenia trifoliata

## Note
1. ↑  Bemærk, at denne slægt kaldes "Sommerfugleblomst" iblandt planteskolefolk og gartenere, men at dette navn bør forbeholdes slægten Nemesia. Jf. Arnklit, jensen og Jensen: Plantenavne. Dyrkede og vilde planter, 2007, ISBN 978-87-91319-35-8